# Orival Wood Cemetery
Orival Wood Cemetery is een Britse militaire begraafplaats met gesneuvelden uit de Eerste Wereldoorlog en gelegen in het Franse dorp Flesquières (Noorderdepartement). De begraafplaats werd ontworpen door Herbert Baker en ligt langs de weg van  Flesquières  naar Anneux op 1.300 m ten noordoosten van het dorpscentrum (Église Saint-Géry). Ze heeft een trapeziumvormig grondplan met een oppervlakte van 794 m² en wordt omsloten door een natuurstenen muur afgedekt met witte boordstenen. De toegang bestaat uit een rechthoekig gebouw in natuursteen onder een schilddak en met een open doorgang dat wordt afgesloten door een tweedelig metalen hekje. Het Cross of Sacrifice staat achteraan dicht tegen de westelijke muur op dezelfde aslijn als de toegang.
Er liggen 304 slachtoffers begraven waaronder 22 niet geïdentificeerde.
De begraafplaats wordt onderhouden door de Commonwealth War Graves Commission.

## Geschiedenis
Tijdens de Slag bij Cambrai werd op 20 november 1917 door de 51st (Highland) Division een aanval, ondersteund door tanks, gelanceerd om Flesquieres in te nemen maar werd wegens hevige weerstand van de Duitsers pas de volgende dag veroverd. Nadat het dorp tijdens het Duitse lenteoffensief opnieuw verloren ging werd het op 27 september 1918 definitief door de 3th Division ingenomen. 
Het Bois d'Orival is een klein bos op de weg van Flesquieres naar Fontaine-Notre Dame dat op 27 september 1918 door de 2nd Grenadier Guards ontruimd werd. De begraafplaats werd in november 1917 tijdens de Slag bij Cambrai aangelegd en opnieuw gebruikt in september-oktober 1918. Ze werd in 1930 uitgebreid door de overbrenging van graven vanuit de 51st Division Cemetery (74 doden) en Flesquières Château Cemetery (135 doden), allebei in Flesquières.
Er liggen nu 283 Britten (waaronder 10 niet geïdentificeerde), 1 Chinees (werkzaam bij het Chinese Labour Corps) en 20 Duitsers (waaronder 12 niet geïdentificeerde) begraven. Twee slachtoffers worden herdacht met Special Memorials omdat zij in Flesquieres Chateau Cemetery begraven waren maar wier lichamen niet meer gevonden werden. Enkele slachtoffers hebben op hun grafzerk de bijkomende vermelding: Buried near this spot omdat men wel weet dat ze hier begraven zijn maar niet meer individueel konden geïdentificeerd worden.

## Graven

### Onderscheiden militairen
- A.M MacDonald en George Eric Edwards, beide kapitein bij de Seaforth Highlanders werden onderscheiden met de Distinguished Service Order (DSO).
- Ewart Alan Mackintosh, luitenant bij de Seaforth Highlanders  en James Shoreman, onderluitenant bij de The King's (Liverpool Regiment) werden onderscheiden met het Military Cross (MC).
- E. Clare, sergeant bij de The King's (Liverpool Regiment) werd onderscheiden met de Distinguished Conduct Medal en de Military Medal (DCM, MM).
- James Fotheringham, sergeant bij de Scots Guards; James Flett, sergeant bij de Argyll and Sutherland Highlanders en Archibald Anderson, korporaal bij de Gordon Highlanders werden onderscheiden met de Distinguished Conduct Medal (DCM).
- de sergeanten F. Emms en Fred Fairclough; de korporaals G.H. Dyer en Harry Woolrich en schutter Harry Shepherd werden onderscheiden met de Military Medal (MM).

### Alias
- korporaal Alexander Chambers diende onder het alias Alexander Chalmers bij de 5th Dragoon Guards (Princess Charlotte of Wales's).